# Horseshoe Lake Ranger Station
L'Horseshoe Lake Ranger Station est une station de rangers du comté de Shasta, en Californie, dans l'ouest des États-Unis. Protégée au sein du parc national volcanique de Lassen et de la Lassen Volcanic Wilderness, elle est située à l'est du lac Horseshoe, auquel elle doit son nom. Bâtie dans le style rustique du National Park Service, elle est inscrite au Registre national des lieux historiques depuis le 5 mai 1978.